# Rubije, Komen
Rubije so naselje v Občini Komen.